# J. Fenwick Lansdowne
James Fenwick Lansdowne (* 8. August 1937 in Hongkong; † 27. August 2008 in Victoria, British Columbia), meist als J. Fenwick Lansdowne zitiert, war ein kanadischer Vogelmaler.

## Leben
Lansdowne wurde als Sohn britischer Eltern in Hongkong geboren und wuchs ab 1940 in Victoria, British Columbia, auf. Im Alter von elf Monaten erkrankte er an Kinderlähmung und wurde von seiner Mutter, Edith Lansdowne, zum Laufen erzogen. Da sie selbst Malerin war, gab sie ihm auch den ersten Malunterricht und half ihm auch weiterhin, wenn es nötig war. Später, in der High School, ermutigten ihn die Mitarbeiter des Royal British Columbia Museum, Vögel zu studieren, und gaben ihm für drei Sommer einen Job als Laborassistent. Seine erste Ausstellung fand 1952 im Royal British Columbia Museum statt, als er vierzehn Jahre alt war, seine zweite Ausstellung 1956 im Royal Ontario Museum. Seine erste internationale Ausstellung hatte er 1958 in New York im Hauptquartier der National Audubon Society. Im Jahr 1960 hatte er eine Ausstellung in der Art Gallery of Greater Victoria und 1961 eine Ausstellung in der Tryon Gallery (der heutigen Rountree Tryon Gallery) in London, England. Von da an stellte er seine Werke weltweit aus. 
1966 wurde das Buch Birds of the Northern Forest veröffentlicht, das von Lansdowne und John Livingston gemeinsam verfasst wurde. George Miksch Sutton, ein bekannter Vogelmaler, rezensierte das Buch mit den Worten: 

„Lansdowne ist ein talentierter junger Mann, dessen Vogelporträts ... charmant und authentisch sind.“

In Suttons Rezension von Birds of the Eastern Forest Vol. II, das ebenfalls in Zusammenarbeit mit Livingston entstanden ist, vermutet Sutton, dass Lansdowne frühere Künstler studiert hat, die dieselben Arten gezeichnet haben, aber er stellte fest, „dass Lansdowne seinen eigenen Stil entwickelt hat“. Sutton lobt Lansdowne für die exzellente Komposition jeder Tafel, eine Fähigkeit, die schwer zu erlernen und anzuwenden ist. 
Lansdowne illustrierte 1977 Rails of the World von Sidney Dillon Ripley und 1980 Guide to the Behavior of Common Birds von Donald Stokes. 1984 erhielt er den Auftrag das Werk Rare Birds of China zu illustrieren, dessen Fertigstellung zehn Jahre dauerte. Hierfür musste er durch das ganze Land reisen, um Zoos und Museen zu besuchen und Vögel in freier Wildbahn zu beobachten. Die 32 Vogeldrucke wurden in einer Auflage von 100 Exemplaren hergestellt und von Lansdowne signiert. Er arbeitete mit Aquarellfarben und einem minimalen weißen oder gebrochen weißen Hintergrund. 
Lansdownes kreativer Prozess umfasste die Beobachtung von Vögeln in der Natur und von präparierten Exemplaren. Seine detaillierten Aquarelle von Vögeln wurden häufig mit den Arbeiten von John James Audubon verglichen – sie zeigen oft eine bestimmte Art vor einem weitgehend weißen Hintergrund –, aber seine Motive sind in der Regel lebensechter und in ihrer Haltung natürlicher als die von Audubon. Seine Werke befinden sich in öffentlichen Sammlungen wie dem Royal Ontario Museum, dem Musée des beaux-arts de Montréal, der Beaverbrook Art Gallery, der Art Gallery of Greater Victoria und in der Sammlung der Princess Royal und des Duke of Edinburgh. Die kanadische Regierung schenkte seine Werke Mitgliedern des britischen Königshauses.
1976 wurde Lansdowne zum Officer of the Order of Canada ernannt. 1995 wurde ihm der Order of British Columbia verliehen. Im Jahr 1974 wurde er zum Mitglied der Royal Canadian Academy of Arts gewählt.

## Illustrierte Werke von J. Fenwick Lansdowne
- John A. Livingston: Birds of the Northern Forest, 1966
- John A. Livingston: Birds of the Eastern Forest, Volume I, 1968
- John A. Livingston: Birds of the Eastern Forest, Volume II, 1970
- Birds of the West Coast, Volume I, 1976 (auch Text)
- Sidney Dillion Ripley: Rails of the World, 1977
- Donald Stokes: Guide to the Behavior of Common Birds, 1980
- Birds of the West Coast, Volume II, 1982 (auch Text)